# Segerseni
Segerseni fou un rei del període final de la dinastia XI de l'antic Egipte que va governar a la Baixa Núbia i del que no es coneix res més que el seu nom per inscripcions trobades a la zona de Umbarakab. El seu nom reial era Menkhekare o Menkhkare.